# 出発点
| ウィキペディアには「出発点」という見出しの百科事典記事はありません（タイトルに「出発点」を含むページの一覧/「出発点」で始まるページの一覧）。 代わりにウィクショナリーのページ「出発点」が役に立つかもしれません。 |